# Natalja Nazarovová
Natalja Viktorovna Nazarovová (rusky Наталья Викторовна Назарова; * 26. května 1979, Moskva) je ruská atletka, jejíž specializací je hladká čtvrtka a štafetové běhy.

## Kariéra
Většinu úspěchů zaznamenala ve štafetě na 4 × 400 metrů. První mezinárodní úspěch ve štafetových bězích si připsala na MEJ v roce 1997 v Lublani, kde ruské kvarteto doběhlo těsně čtvrté. O rok později na MSJ v Annecy brala stříbro. Reprezentovala na letních olympijských hrách 2000 v Sydney, kde vybojovala ve štafetě bronz. O čtyři roky později na olympiádě v Athénách skončila stříbrná, když ruské kvarteto ve složení Olesja Krasnomovecová, Natalja Nazarovová, Olesja Zykinová a Natalja Anťuchová proběhlo cílem v čase 3:20,16 a nestačilo jen na americké kvarteto.

### Individuální úspěchy
V roce 1997 na ME juniorů v Lublani doběhla ve finále čtvrtky na sedmém místě. O rok později se stala ve francouzském Annecy juniorskou mistryní světa. V roce 2000 vybojovala stříbrnou medaili na halovém ME v belgickém Gentu, kde ve finále prohrála o tři setiny se svojí krajankou Světlanou Pospelovovou. Bronz zde mj. získala Helena Fuchsová.
Je dvojnásobnou halovou mistryní světa v běhu na 400 metrů. První titul získala na šampionátu v roce 2003 v Birminghamu. V témže roce doběhla na světovém šampionátu v Paříži ve finále na čtvrtém místě jako nejlepší z Evropanek. V roce 2004 obhájila titul na halovém MS v Budapešti a na letní olympiádě v Athénách 2004 se umístila ve finále čtvrtky na osmém místě.
V roce 2005 získala na světové letní univerziádě v tureckém İzmiru zlatou medaili. V roce 2008 doběhla na halovém MS ve Valencii na druhém místě v čase 51,10 s.
18. února 2004 zaběhla v Moskvě třetí nejrychlejší čtvrtku celé historie, časomíra v cíli se zastavila na hodnotě 49,68 s. Čtvrtku v hale zaběhla rychleji jen Jarmila Kratochvílová v roce 1982 (49,59 s) a 1981 (49,64 s).

### Osobní rekordy
- 400 m (hala) – (49,68 s – 18. února 2004, Moskva) – národní rekord
- 400 m (dráha) – (49,65 s – 31. července 2004, Tula)